# Savari
Pour les articles homonymes, voir Savari (homonymie).

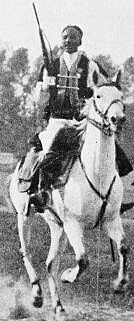
Savari du Corps royal des troupes coloniales.

Savari est la désignation donnée aux régiments réguliers de cavalerie libyenne du Corps royal des troupes coloniales en Tripolitaine et en Cyrénaïque. Le mot « Savari » est dérivé d'un terme persan pour « cavaliers » (Savārān).